# Calabar
Calabar è una città della Nigeria, capoluogo dello stato di Cross River, nella parte sudorientale del paese.
La città è situata alla foce del fiume Cross, sul Golfo del Biafra, non lontano dal confine con il Camerun. È stata, fin dal XVI secolo, un importante porto commerciale: oltre al tradizionale commercio di olio di palma a Calabar si rifornivano di acqua e viveri le navi europee sulla rotta delle Indie. Nel XVII secolo divenne uno dei porti principali utilizzati nella tratta degli schiavi diretti nel Nordamerica.

## Storia
Calabar fu, in epoca precoloniale, il centro di un prospero regno, che si estendeva negli odierni stati nigeriani di Cross River, Akwa Ibom, Abia e Imo, nel Camerun Occidentale e arrivava a comprendere l'Isola di Fernando Poo. La tradizione del popolo Efik (il principale gruppo etnico della zona) vuole che il Regno di Calabar sia esistito fin dai tempi antichi, e che esso fosse la sede del biblico Giardino dell'Eden. Al di là della leggenda, comunque, parecchi studiosi di storia locale hanno notato la straordinaria somiglianza tra le tradizioni religiose della zona con alcuni elementi della religione ebraica, sostenendo la tradizione popolare sull'origine ebraica del popolo Efik e delle etnie affini, tra cui gli Ibibio e gli Annang.
Il Regno di Calabar fu dominato dalla Ekpè, una società segreta che si occupava di mantenere il potere politico ad appannaggio dell'etnia Efik, oltreché della diffusione della cultura e della religione tradizionale. Essa sviluppò inoltre un sistema di scrittura simbolica, detta Nsibidi. La Ekpe è tuttora esistente, e nel mondo, dove sono presenti elementi riconducibili alla cultura Efik, si trovano tuttora società segrete chiaramente ispirate ad essa, come ad esempio l'Abacuà a Cuba.
A partire dal XVI secolo Calabar divenne uno dei principali luoghi di contatto tra gli europei, soprattutto portoghesi e inglesi, e culture indigene. La città fu per circa tre secoli uno dei principali porti di imbarco per la tratta degli schiavi attraverso l'Oceano Atlantico. I governanti Efik e Ibibio di Calabar alimentarono questo commercio grazie ad alcune guerre contro le etnie rivali della zona, soprattutto contro gli Igbo, che furono uno dei gruppi etnici più colpiti dalla schiavitù forzata. All'inizio del XIX secolo la stessa potenza europea che aveva in precedenza costituito il maggiore acquirente di manodopera forzata, l'Inghilterra, aderì all'Abolizione della tratta degli schiavi, e nel 1891, per contrastare il commercio degli schiavi divenuto illegale, ma soprattutto per proteggere i suoi interessi negli altri commerci, in particolare quello dell'olio di palma, stabilì nella zona lo Oil Rivers Protectorate, che ebbe il suo primo ufficio postale a Old Calabar. La carica di re (Obong) di Calabar non fu comunque abolita e sopravvive nella moderna Nigeria, con il ruolo di leader politico locale.
In seguito la città fu uno dei centri principali del Protettorato della Nigeria Meridionale, e seguì le sorti del paese fino all'indipendenza del 1960. Dal 1967 al 1970 fece parte della secessionista Repubblica del Biafra, che essendo però dominata dall'etnia rivale degli Igbo, non ebbe mai molto sostegno nella zona. dopo la riunificazione le etnie della zona ottennero maggiore autonomia, essendo maggioritarie negli stati di Cross River e Akwa Ibom.

## Cultura
Calabar ospita il più importante carnevale dell'intero continente africano.

## Infrastrutture e trasporti
La città è servita dall'Aeroporto Internazionale Margaret Ekpo tramite il quale è possibile raggiungere alcuni scali aeroportuali nazionali.